# Juan Botas
Juan Suárez Botas (Gijón, 3 de abril de 1958 – Nueva York, 24 de agosto de 1992), conocido artísticamente como Juan Botas, fue un pintor e ilustrador español afincado en Estados Unidos.

## Biografía

### Nueva York y carrera artística
Hijo del empresario gijonés Juan Suárez Martínez. Tras acabar sus estudios en el Colegio de la Inmaculada de Gijón con la promoción de 1975, se matriculó en la facultad de Derecho de la Universidad de Oviedo, pero abandonó esos estudios muy pronto para marcharse a Estados Unidos becado por la Fundación Ford para estudiar Bellas Artes en la Universidad de Siracusa, donde obtuvo el Bachelor in Fine Arts (título de grado en Bellas Artes) en 1981.
Se fue a vivir a Nueva York y se inscribió en el curso que impartía Milton Glaser en el centro académico School of Visual Arts. Al término del curso, el artista le invitó a formar parte de su equipo de trabajo y se especializó en el campo del diseño y de la ilustración. En 1986, se estableció como diseñador independiente y comenzó a realizar trabajos gráficos, diseños e ilustraciones para revistas y periódicos mundiales. Sus ilustraciones aparecieron en las portadas de Time, Fortune, U.S. News & World Report y otras revistas, mientras que sus dibujos aparecieron en The New York Times, Vogue y MTV.
En España realizó una primera exposición en 1989 en la Sala Nicanor Piñole de Gijón, recreando el estudio neoyorquino donde vivía y trabajaba. Expuso en la Wessel O'Connor de Nueva York en 1990, en Saint Lawrence College en 1991 y en Rutgers University de Brunswick en 1991. 

### Últimos años
Fue amigo de Jonathan Demme, director de El silencio de los corderos. La enfermedad del sida, contraída por Botas y su posterior tratamiento influyeron en la decisión de Demme de realizar la película Philadelphia (1993).
Murió de sida a los 34 años de edad en el Hospital St. Vincent's de Greenwich Village (Manhattan). En el momento de su muerte, rodaba el documental One Foot on a Banana Peel, the Other Foot in the Grave. Secrets from the Dolly Madison Room (Con un pie en la tumba), que reflejaba las actitudes vitales de un grupo de pacientes de sida. El documental, producido por Demme y codirigido por Lucas Platt, se estrenó en 1993 en Estados Unidos. En 2022 se realizó una proyección del mismo en la Antigua Escuela de Comercio de Gijón por el trigésimo aniversario de su muerte.
Su legado artístico, compuesto por más de trescientos dibujos, ilustraciones, cuadernos y bocetos, pasó al Ayuntamiento de Gijón en 1999, en depósito, tal y como él quiso. La donación se hizo efectiva el 29 de diciembre de 2015 en el Museo Casa Natal de Jovellanos. En 2014 se editó una edición limitada facsímil de su cuaderno ilustrado de los años 1990-1991, que reflejaba sus experiencias en Nueva York y Asturias. En 2017 el Museo Jovellanos le dedicó una exposición por el XXV aniversario de su fallecimiento.

## Exposiciones
- Pásate por mi estudio (Sala Nicanor Piñole, Gijón, 1987).[10]
- Juan Botas: una memoria (1958-1992) (Centro de Cultura Antiguo Instituto de Gijón, 1997).[15]
- Cuadernos y diseños escenográficos de Juan Botas (Museo Jovellanos, 2011).[16]
- El castillo de Jagua. Memories from NYC (Galería Guillermina Caicoya, Oviedo, 2014).[17]
- Juan Botas, memoria herida (Museo Jovellanos, 2017).[18]

## Libro
- Cuaderno de viaje 1990-1991 (Familia Suárez Botas, 2014).[11]

## Filmografía
- One Foot on a Banana Peel, the Other Foot in the Grave. Secrets from the Dolly Madison Room (Con un pie en la tumba) (con Lucas Platt) (1993).[6]